# Páramo El Serrucho
El Páramo El Serrucho (8°15′57″N 71°29′05″O / 8.2657, -71.4846) es una importante ecorregión de páramo andino en el extremo norte del municipio Arzobispo Chacón en el estado Mérida, Venezuela. El páramo se ubica en el corazón de la Sierra Nevada de Mérida, en el extremo suroeste de la Sierra Nevada de Mérida y donde se ubica el caserío San Pablo Arriba entre la Fila El Rincón y el Ramal de Uribante. A una altitud de 2.997 m s. n. m., Páramo El Serrucho es uno de los páramos andinos más elevados en Venezuela.
Su extremo este colinda con el Páramo Las Coloradas y hacia el oeste limita con el Páramo Molino que se continúa hacia la frondosa Serranía de Santo Domingo en dirección al estado Táchira. Hacia el Norte se ubica el Páramo Quinorá. Las comunidades andinas de El Mortino y El Rincón se ubican sobre el páramo El Serrucho.

## Historia
El páramo el Serrucho recibió su nombre en vista a la apariencia que da las pendientes de la montaña que la bordea, el cual se parece a los «dientes de serrucho». El lugar conforma un extenso valle, de gran altitud, en forma de triángulo junto con el páramo La Sinfonía (2883 m s. n. m.) haciendo vértice norte y el páramo Molino (2672 m s. n. m.) haciendo vértice sur. La región era habitada por indígenas Mucurandá y Chocantá hasta la era de la colonización española.

## Relieve
La geografía del páramo el Serrucho corresponde a los patrones orográficos de los páramos andinos. El relieve es predominantemente suelo rocoso cubierto escasamente por plantas muy resistentes. A su alrededor predominan los picos y las pendientes fuertes, así como lagunas de origen periglacial. Destaca por la presencia de paisajes espectaculates. En estas estribaciones se encuentran todas las aldeas ubicadas al oeste de Ejido: El Rincón, El Mortino, El Quebradón, Mesa de Poleo y otras.
Al suroeste se visualiza la Serranía del Uribante, también llamado Macizo del Uribante o Ramal del Uribante, la cual se proyecta hacia el Estado Mérida, a través de Pico de Horma pasando por el páramo El Serrucho. Está asociada con la economía de café y ganadería de engorde.

## Vegetación
El Páramo El Serrucho y sus alrededores posee un denso bosque que es mezcla de la selva lluviosa submontano y el montano siempreverdes. De acuerdo a la altitud se aprecian formaciones vegetales del Páramo subalpino, predominando especies endémicas comunes a todos los Andes Venezolanos. Entre ellas se están: el Guamo (Inga nobilis), el Bucare (gen. Erythrina), el Pino Laso (Decussocarpus sp.), el Jabillo (Hura crepitans), Cedro (Cedrela odorata), Laurel (Ficus maxima) y el yagrumo de hoja blanca. Hay además numerosas orquídeas del género Epidendrum.

## Fauna
El Páramo El Serrucho está rodeado de caseríos y poblados principalmente al norte del Cerro La Mesa y el páramo Molino que está al oeste. Sin embargo, probablemente por su cercanía a la protección del Parque nacional Chorro del Indio, es uno de los últimos donde se ha confirmado la presencia del oso frontino (Tremarctos ornatus) Además se encuentran varias especies de escorpiones del género Tityus,
 mamíferos varios:
- El báquiro o cochino de monte
- El cunaguaro
- El venado matacán
- El zorro manilavao
- La lapa paramera
- mapaches
- oso hormiguero)

Entre las aves más frecuentes hay ejemplares de guacharaca (Ortalis ruficauda), el Paují Copete de Piedra (Pauxi pauxi), además exinten especies de serpientes como la Mapanare (Bothrops venezuelensis), la Coral (Micrurus altirostris) y la Bejuca (Oxybelis sp).